# 萨费
萨费（法語：Saffais，法語發音：[safɛ]）是法国默尔特-摩泽尔省的一个市镇，属于南锡区。

## 地理
萨费（48°33'20"N, 6°18'42"E）面积4.04 平方千米，位于法国大東部大區默尔特-摩泽尔省，该省份为法国东北部内陆省份，是洛林的一部分，北邻比利时、卢森堡，北起顺时针与摩泽尔省、下莱茵省、孚日省和默兹省接壤。
与萨费接壤的市镇（或旧市镇、城区）包括：巴尔邦维尔、费里耶尔、欧松维尔、罗西耶尔欧萨利讷、维尼厄勒。

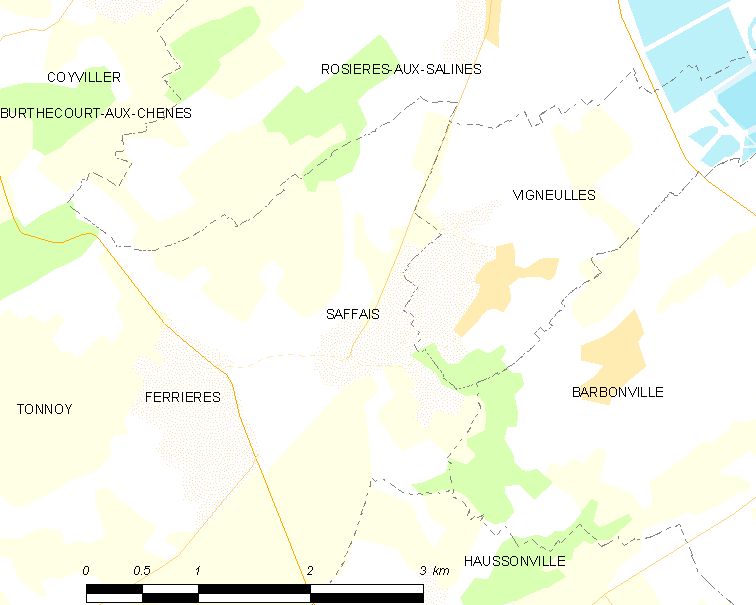
萨费的OSM定位图

萨费的时区为UTC+01:00、UTC+02:00（夏令时）。

## 行政
萨费的邮政编码为54210，INSEE市镇编码为54468。

## 政治
萨费所属的省级选区为吕内维尔第二县。

## 人口

1962-2008年间萨费人口变化图示

萨费于2022年1月1日时的人口数量为106人。